# John Salley
John Salley é um ex-jogador de basquete norte-americano que foi quatro vezes campeão da NBA, duas pelo Detroit Pistons, na Temporada da NBA de 1988-89 e Temporada da NBA de 1989-90, na Temporada da NBA de 1995-96 jogando pelo Chicago Bulls e na Temporada da NBA de 1999-2000 pelo Los Angeles Lakers.